# 基石资本
基石资产管理股份有限公司，简称基石资本，是一家中国私人股权投资公司。成立于2001年，总部位于深圳市，主要投资领域有文化传媒、医疗健康、先进制造、消费与服务等。
2015年10月，基石资本收购中国第三大汽车垂直门户网站爱卡汽车100%股权。
截至2016年底，基石资本累计投资项目100个，实现退出项目40个，其中IPO项目17个、借壳或重组上市5个、新三板挂牌项目12个。

## 部份投资项目
- 三六五网
- 华闻传媒
- 中山百灵
- 康恩贝
- 回天胶业
- 山河智能
- 华中数控
- 远东传动
- 开元仪器
- 迈瑞医疗
- 思谋科技（中國一家智能製造企業，成立於2019年12月[4]）